# 钻柱兰
钻柱兰（学名：Pelatantheria rivesii）为兰科钻柱兰属下的一个种。

## 扩展阅读
- 維基物種上的相關：钻柱兰